# Bohumil Modrý
Bohumil Modrý, född 24 september 1916 i Prag, död 21 juli 1963 i Prag, var en tjeckoslovakisk ishockeyspelare.
Han blev olympisk silvermedaljör i ishockey vid vinterspelen 1948 i Sankt Moritz.